# Margaret Hamilton (actrice)
Pour les articles homonymes, voir Margaret Hamilton et Hamilton.
Margaret Brainard Hamilton est une actrice américaine née le 9 décembre 1902 à Cleveland (Ohio) et morte le 16 mai 1985 à Salisbury (Connecticut).
Elle est connue pour son rôle de la sorcière de l'Ouest dans le film Le Magicien d'Oz avec Judy Garland.

## Biographie

### Enfance
Margaret Hamilton est la plus jeune des quatre enfants de Mary Jane (dite Jennie) et Walter J. Hamilton. Elle fréquente Hataway Brown School à Shaker Heights.
Très vite attirée par le théâtre, elle fait ses débuts sur la scène en 1923 et perfectionne son art dans le théâtre pour enfants alors qu'elle est membre de la Junior League de Cleveland (en). Elle déménage ensuite à Painesville dans l'Ohio. Ses parents insistent pour qu'elle fréquente le Wheelock College (en) à Boston où elle obtient son diplôme d'enseignante en maternelle.

### Vie adulte
Elle épouse Paul Boynton Meserve le 13 juin 1931, et fait ses débuts sur la scène à New York City l’année suivante. Le couple divorce en 1938. Ils ont un fils, Hamilton Wadsworths Meserve, né en 1936, qu’elle élève seule. Elle a trois petits-enfants, Christopher, Scott et Margaret.
Tout au long de sa vie, Margaret Hamilton s’est intéressée aux questions liées à l’éducation. Elle fait partie du Beverly Hills Board of Education de 1948 à 1951 et enseigne à l’École du dimanche durant les années 1950.
Elle vit à Manhattan durant la majeure partie de sa vie adulte. En 1979, elle est invitée par Francelia Butler comme conférencière dans son cours de littérature pour enfants à l'université du Connecticut (UCONN). Elle déménage plus tard pour Millbrook, New York.
Elle est ensuite atteinte de la maladie d’Alzheimer et meurt d’une crise cardiaque dans son sommeil le 16 mai 1985 à Salisbury, Connecticut, à l’âge de 82 ans. Elle est incinérée dans le cimetière rural de Poughkeepsie. Ses cendres sont dispersées à Amenia, New York.

## Carrière au cinéma

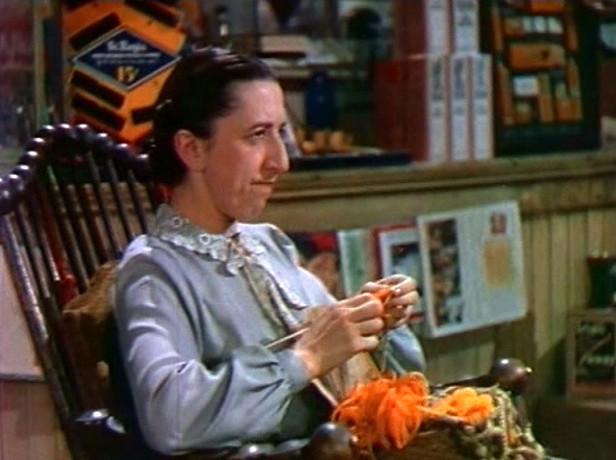
Margaret Hamilton dans La Joyeuse Suicidée (1937).

Au cinéma, l'image de vieille fille et le physique austère de Margaret Hamilton contrastent fortement avec le stéréotype des actrices charmeuses et très féminines d'Hollywood. Sa voix nette, un débit rapide mais clair la caractérisent également. Elle débute à l’écran en 1933 dans Another language.
Margaret Hamilton s'est toujours efforcée de travailler autant que possible pour subvenir à ses besoins et à ceux de son fils et n'a jamais été sous contrat avec un studio.
Elle est apparue régulièrement dans des rôles de soutien dans les films jusqu'au début des années 1950, et sporadiquement par la suite.

### Le Magicien d'Oz

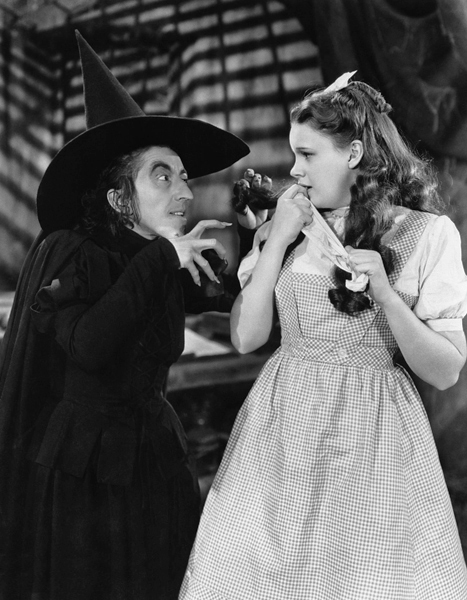
Margaret Hamilton dans Le Magicien d'Oz avec Judy Garland en 1939.

C'est en incarnant la sorcière de l'Ouest du Magicien d'Oz que Margaret Hamilton a le plus marqué l'histoire du cinéma (elle interpréta d'ailleurs les rôles des deux sorcières, celle de l'Est et celle de l'Ouest, sœurs dans le scénario). À l'origine, le rôle avait été confié à Gale Sondergaard, mais cette dernière a finalement refusé de tourner, car le scénario avait été réécrit : la scène musicale qui aurait dû être filmée avait été abandonnée, et surtout, le personnage, à l'origine bien plus « glamour », était devenu celui d'une sorcière laide. Margaret Hamilton était tout indiquée pour le rôle, puisqu'elle savait jouer de son physique à caractère qui l'a souvent amenée à interpréter des personnages de vieilles filles guindées.
Durant le tournage d'une scène avec des effets pyrotechniques, le retard dans l'ouverture d'une trappe cachée dans le décor a provoqué un incendie qui a mis le feu au maquillage qui couvrait son visage et ses mains,. L'actrice a subi une brûlure au second degré au visage et au troisième degré à la main. Elle reprend le travail après six semaines de convalescence, mais se refuse à poursuivre le studio devant les tribunaux, persuadée qu'elle ne trouverait plus jamais de travail dans le cinéma si elle le faisait. Certaines scènes du film, jugées trop effrayantes, ont été coupées au montage.

Plus tard, Hamilton plaisantera sur ce rôle de sorcière dans une interview : 

« J'avais besoin d'argent à l'époque, quand mon agent m'a appelée. Je dis « oui ? » et il me dit « Maggie, ils veulent que tu joues un rôle dans le Magicien d'Oz ». Je me suis dit « Oh, le Magicien d'Oz ! ». C’était mon livre préféré depuis l’âge de quatre ans. Je lui ai donc demandé quel rôle, et il me dit « La sorcière », « La sorcière ? » et il répondit « Oui quoi d’autre ? » »

### La méchante sorcière
Margaret Hamilton craignait que son rôle dans le Magicien d'Oz ne donne aux enfants une mauvaise idée de qui elle était réellement. D’ailleurs souvent les enfants venaient lui demander pourquoi elle avait été aussi méchante avec Dorothy. Dans la vie réelle, elle se souciait beaucoup des enfants et faisait de fréquents dons à des organisations caritatives. Elle est apparue dans un épisode de Mister Rogers' Neighborhood, un programme éducatif en 1975, pour expliquer aux enfants qu’elle avait simplement joué un rôle et leur montrer comment le fait d’enfiler un costume la transformait en sorcière.
En 1975, elle reprend son rôle de méchante sorcière de l'Ouest pour un épisode de la série pour jeune enfant Sesame Street. Il s'agit de l'épisode 847 de la saison 7, diffusé pour la première fois en 1976. L'épisode en question sera rapidement déprogrammé à la suite de nombreuses plaintes de parents dont les enfants avaient été terrifiés par le personnage de la sorcière. Longtemps resté un lost media, l'épisode a finalement été retrouvé à force de recherches.

## Carrière à la radio, à la télévision et au théâtre

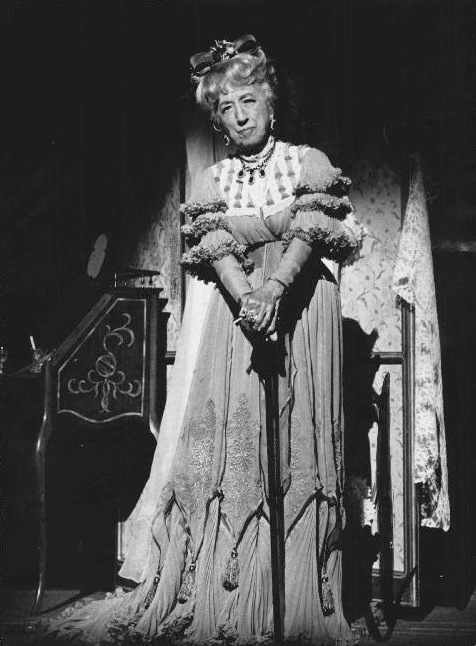
Photo promotionnelle de Margaret Hamilton pour son rôle dans A Little Night Music, 1974.

Durant les années 1940 -1950, Margaret Hamilton interprète un rôle dans la série radio Ethel and Albert (en) (ou The Couple Next Door) dans lequel elle joue le rôle de l’aimable tante Eva (devenue plus tard Tante Effie).
Au cours des années 1960 et 1970, elle apparaît régulièrement à la télévision. Elle y fait un passage comme invitée mystère dans What's My Line?, un programme populaire du dimanche soir sur CBS-TV. Elle joue la mère de Morticia Addams, Hester Frump, dans trois épisodes de La Famille Addams (The Addams Family). Hamilton s'est vu offrir le rôle de grand-mère, mais l'a refusé.
En 1962, Hamilton joue Leora Scofield, une suffragette qui arrive à Laramie, Wyoming, pour soutenir les causes féministes, dans l'épisode Beyond Justice de Laramie de NBC.
Ayant commencé sur la scène dès le début des années 1930, elle travaille intensivement au théâtre après avoir quitté Los Angeles, et apparaît à Broadway dans la comédie musicale Goldilocks (en) avec Don Ameche et Elaine Stritch. Dans Show Boat en 1966 elle incarne Parthy Anne Hawks et danse avec David Wayne. Margaret Hamilton est la tendre tante Eller dans la reprise de Oklahoma ! du Lincoln Center 1968. Margaret Hamilton a également joué en tournée dans de nombreuses pièces de théâtre et comédies musicales, répétant même son rôle de la méchante sorcière dans des productions scéniques du Magicien d'Oz. Pour son dernier rôle sur scène, elle interprète Madame Armfeldt dans la comédie musicale A Little Night Music de Stephen Sondheim, chantant la chanson Liaisons pour la tournée nationale avec Jean Simmons.
Malgré sa vaste carrière cinématographique, Margaret Hamilton accepte des rôles dans toutes sortes de médias. Elle fait ses débuts dans le soap opera comme la méchante Madame Sayre dans Valiant Lady (en). Dans les années 1960, elle joue régulièrement dans un autre soap opera de CBS, The Secret Storm (en), le rôle de Katie, la gouvernante de Grace Tyrell. Au début des années 1970, elle rejoint le casting d'un autre feuilleton de CBS, As the World Turns, dans le rôle de Miss Peterson, l'assistante de Simon Gilbey. Elle a un petit rôle dans le téléfilm The Night Strangler (en) (1973), et apparaît dans Sigmund and the Sea Monsters (en). Dans The Paul Lynde Halloween Special (en) (1976), elle interprète la gouvernante de Lynde. Elle reprend son rôle de méchante sorcière dans un épisode de Sesame Street, mais à la suite de plaintes de parents d'enfants terrifiés, l'épisode n'a pas été vu depuis 1976. Elle apparaît dans un épisode de Mister Rogers' Neighborhood et a continué à jouer régulièrement jusqu’en 1982. Ses derniers rôles ont été deux apparitions en guest star, comme journaliste vétéran Thea Taft (en 1979 et 1982) dans Lou Grant.

## Filmographie

### Cinéma
- 1933 : Révolte au zoo (Zoo in Budapest) de Rowland V. Lee : assistante de l'orphelinat
- 1933 : Another Language : Helen Hallam
- 1934 : Hat, Coat, and Glove : Madame Du Barry
- 1934 : There's Always Tomorrow : Ella
- 1934 : Avec votre permission (By Your Leave) de Lloyd Corrigan  : Whiffen
- 1934 : La Course de Broadway Bill (Broadway Bill) de Frank Capra : Edna
- 1935 : La Jolie Batelière (The Farmer Takes a Wife) de Victor Fleming : Lucy Gurget
- 1935 : À travers l'orage (Way Down East) d'Henry King : Martha Perkins
- 1936 : Chatterbox de George Nichols Jr. : Emily 'Tippie' Tipton
- 1936 : Ils étaient trois (These Three) de William Wyler : Agatha (Mrs. Tilford's maid)
- 1936 : Le Diable au corps (The Moon's Our Home) de William A. Seiter : Mitty Simpson
- 1936 : The Witness Chair (en) de George Nichols Jr. : Miss Grace Franklin, la comptable
- 1936 : Laughing at Trouble : Lizzie Beadle
- 1937 : J'ai le droit de vivre (You Only Live Once) de Fritz Lang : Hester
- 1937 : When's Your Birthday? : Mossy, la femme de ménage
- 1937 : Un vieux gredin (The Good Old Soak) de J. Walter Ruben : Minnie
- 1937 : Justice des montagnes (Mountain Justice) de Michael Curtiz : Phoebe Lamb
- 1937 : Saratoga de Jack Conway : Maizie
- 1937 : I'll take romance
- 1937 : La Joyeuse Suicidée : (Nothing Sacred) de William A. Wellman : la dame du drugstore
- 1938 : Les Aventures de Tom Sawyer (The Adventures of Tom Sawyer) de Norman Taurog : Mrs. Harper
- 1938 : A Slight Case of Murder de Lloyd Bacon : Mrs. Cagie
- 1938 : Bonheur en location (Mother Carey's Chickens) de Rowland V. Lee : Mrs. Pauline Fuller
- 1938 : Quatre au paradis (Four's a Crowd) de Michael Curtiz : Amy, la femme de ménage de Dillingwell
- 1938 : Breaking the Ice d'Edward F. Cline : Mrs. Small
- 1938 : Stablemates : Beulah Flanders
- 1939 : Le Magicien d'Oz (The Wizard of Oz) de Victor Fleming : Miss Gulch / la méchante sorcière de l'Ouest / la méchante sorcière de l'Est
- 1939 : The Angels Wash Their Faces : Miss Hannaberry
- 1939 : Place au rythme (Babes in Arms) de Busby Berkeley : Martha Steele
- 1939 : Main Street Lawyer : Lucy, la femme de ménage de Boggs
- 1940 : Mon petit poussin chéri (My Little Chickadee) d'Edward F. Cline : Mrs. Gideon
- 1940 : The Villain Still Pursued Her d'Edward F. Cline : Mrs. Wilson
- 1940 : I'm Nobody's Sweetheart Now : Mrs. Thriffie
- 1940 : La Femme invisible (The Invisible Woman) d'A. Edward Sutherland : Mrs. Jackson
- 1941 : Play Girl de Frank Woodruff : Josie
- 1941 : The Gay Vagabond (en) de William Morgan : Agatha Badger
- 1942 : Twin Beds : Norah
- 1942 : Meet the Stewarts : Willametta
- 1942 : The Affairs of Martha de Jules Dassin : Guinevere
- 1943 : La Cité sans hommes (City Without Men) de Sidney Salkow : Dora
- 1943 : L'Étrange Incident (The Ox-Bow Incident) de William A. Wellman : Mrs. Larch
- 1943 : Johnny le vagabond (Johnny Come Lately) de William K. Howard : Myrtle Ferguson
- 1944 : Guest in the House de John Brahm : Hilda, la domestique
- 1945 : Ah, quel scandale ! (George White's Scandals) de Felix E. Feist : Clarabell
- 1946 : Janie Gets Married de Vincent Sherman : Mrs. Angles
- 1946 : Cœurs fidèles (Faithful in My Fashion) : Miss Applegate
- 1947 : Oh quel mercredi ! (The Sin of Harold Diddlebock) de Preston Sturges : Flora
- 1947 : La Femme déshonorée (Dishonored Lady) de Robert Stevenson : Mrs. Geiger
- 1947 : Pet Peeves
- 1947 : Jenny et son chien (Driftwood) d'Allan Dwan : Essie Keenan
- 1948 : Reaching from Heaven : Sophia Manley dite Sophie
- 1948 : L'Enjeu (State of the Union) de Frank Capra : Norah
- 1948 : L'Archange de Brooklyn (Texas, Brooklyn and Heaven) de William Castle : Ruby Cheever
- 1948 : Bungalow 13 : Mrs. Theresa Appleby
- 1949 : Lassie perd et gagne (The Sun Comes Up) de Richard Thorpe : Mrs. Golightly
- 1949 : Le Poney rouge (The Red Pony) de Lewis Milestone : l'enseignante
- 1949 : The Beautiful Blonde from Bashful Bend : Mrs. Elvira O'Toole
- 1950 : The Great Plane Robbery (en)  d'Edward L. Cahn : Mrs. Judd
- 1950 : La Rue de la gaieté (Wabash Avenue) d'Henry Koster : Tillie Hutch
- 1950 : Jour de chance (Riding High) de Frank Capra : Edna
- 1951 : Deux nigauds chez les barbus (Comin' Round the Mountain) de Charles Lamont : Tante Huddy
- 1951 : On murmure dans la ville (People Will Talk) de Joseph L. Mankiewicz : Miss Sarah Piggett
- 1960 : 13 Ghosts de William Castle : Elaine Zacharides
- 1962 : Paradise Alley : Mrs. Nicholson
- 1966 : The Daydreamer de Jules Bass : Mrs. Klopplebobbler
- 1967 : Rosie! : Mae
- 1969 : Angel in My Pocket : Rhoda
- 1970 : Brewster McCloud de Robert Altman : Daphne Heap
- 1971 : Le Dossier Anderson (The Anderson Tapes) de Sidney Lumet : Miss Kaler
- 1974 : Journey Back to Oz d'Hal Sutherland : tante Em (voix)

### Télévision
- 1953 : Valiant Lady (série télévisée) : Mrs. Sayre (1955)
- 1954 : The Secret Storm (série télévisée) : Katie (1964-1967)
- 1955 : The Way of the World (série)
- 1956 : As the World Turns (série télévisée) : Miss Peterson no 2 (1970)
- 1960 : The Secret World of Eddie Hodges : Mrs. Grundy
- 1965-1966 : La Famille Addams : Grand-Mère Frump
- 1967 : Ghostbreakers : Ivy Rumson
- 1971 : Is There a Doctor in the House : Emma Proctor
- 1973 : The Night Strangler (en) : Professeur Hester Crabwell
- 1976 : The Paul Lynde Halloween Special : femme de ménage / la méchante sorcière de l'Ouest
- 1979 : Letters from Frank : Grandma Miller